# Calcinus latens
Calcinus latens är en kräftdjursart som först beskrevs av J. W. Randall 1840.  Calcinus latens ingår i släktet Calcinus och familjen Diogenidae. Inga underarter finns listade i Catalogue of Life.